# Angelique Widjaja
Angelique Widjaja (* 12. Dezember 1984 in Bandung) ist eine ehemalige indonesische Tennisspielerin.

## Karriere
2001 gewann sie das Juniorinneneinzel der Wimbledon Championships und im Jahr darauf auch den der French Open sowie das Juniorinnendoppel der Australian Open. Im Doppel erreichte sie bei Grand-Slam-Turnieren mehrmals das Viertelfinale: 2003 bei den US Open, 2003 und 2004 in Wimbledon sowie 2004 bei den Australian Open.
Bei den Olympischen Spielen 2004 erreichte sie im Einzel die zweite Runde, im Doppel schied sie hingegen bereits in der ersten Runde aus.
Von 2001 bis 2004 sowie im Jahr 2006 spielte sie für die indonesische Fed-Cup-Mannschaft. Sie gewann 29 ihrer 35 Partien.

## Turniersiege

### Einzel
| Nr. | Datum              | Turnier | Kategorie    | Belag     | Finalgegnerin    | Ergebnis   |
| --- | ------------------ | ------- | ------------ | --------- | ---------------- | ---------- |
| 1.  | 30. September 2001 | Bali    | WTA Tier III | Hartplatz | Joannette Kruger | 7:62, 7:64 |
| 2.  | 7. April 2002      | Dubai   | ITF $75.000  | Hartplatz | Shinobu Asagoe   | 7:5, 6:2   |
| 3.  | 10. November 2002  | Pattaya | WTA Tier V   | Hartplatz | Cho Yoon-jeong   | 6:2, 6:4   |

### Doppel
| Nr. | Datum              | Turnier | Kategorie    | Belag     | Partnerin          | Finalgegnerinnen               | Ergebnis      |
| --- | ------------------ | ------- | ------------ | --------- | ------------------ | ------------------------------ | ------------- |
| 1.  | 5. Mai 2002        | Bol     | WTA Tier III | Sand      | Tathiana Garbin    | Jelena Bowina Henrieta Nagyová | 7:5, 3:6, 6:4 |
| 2.  | 13. September 2003 | Bali    | WTA Tier III | Hartplatz | María Vento-Kabchi | Émilie Loit Nicole Pratt       | 7:5, 6:2      |